# Farinera La Favorita
La Farinera La Favorita és una obra del municipi de Manresa (Bages) protegida com a bé cultural d'interès local.

## Descripció
Es tracta d'un edifici industrial format per un conjunt de construccions junt al riu. Del conjunt d'edificis en destaca la nau principal, al costat del riu, de planta baixa i tres pisos, un cos de magatzem i sitges i un altre cos vora la via del tren que fa de moll de càrrega. Tots tres estan units per passarel·les metàl·liques cobertes. Coberta a dues aigües de teula. Formen un pati per on passa la carretera, separada per una tanca de ferro. Sistema constructiu: sòcol de pedra i la resta de totxo arrebossat i pintat en ocre, amb alguns elements d'obra vista i ceràmica verda.

## Evolució
- Origen: antic molí del s.XVI.[1]
- 1861: 26 d'agost. inauguració.[1]
- 1873: ampliació.[1]
- 1916: Cos de sitges.[1]
- 1923- 1936: incendi. Posteriorment es fa refer.[1]